# اناندانا
اناندانا (به لاتین: Anandana) یک منطقهٔ مسکونی در بنین است که در استان دونگا واقع شده‌است.

## خصوصیات
اناندانا ۸٬۲۶۶ نفر جمعیت دارد.